# Sun River
Sun River – jednostka osadnicza w Stanach Zjednoczonych, w stanie Montana, w hrabstwie Cascade.